# Лхунце (дзонгхаг)
Лхунце (дзонг-кэ ལྷུན་རྩེ་རྫོང་ཁག་, вайли Lhun-rtse rdzong-khag) — дзонгхаг в Бутане, относится к восточному дзонгдэю. Административный центр — Лхунце.
Часть дзонгхага расположена на территории Национального парка Тхрумшинг (англ. Thrumshingla National Park), населённые пункты Монка (англ. Monka), Сенгор (англ. Sengor) находятся на территории парка.
На территории района расположена священная долина и монастырь Сингье-дзонг, куда вход ограничен.

## Административное деление

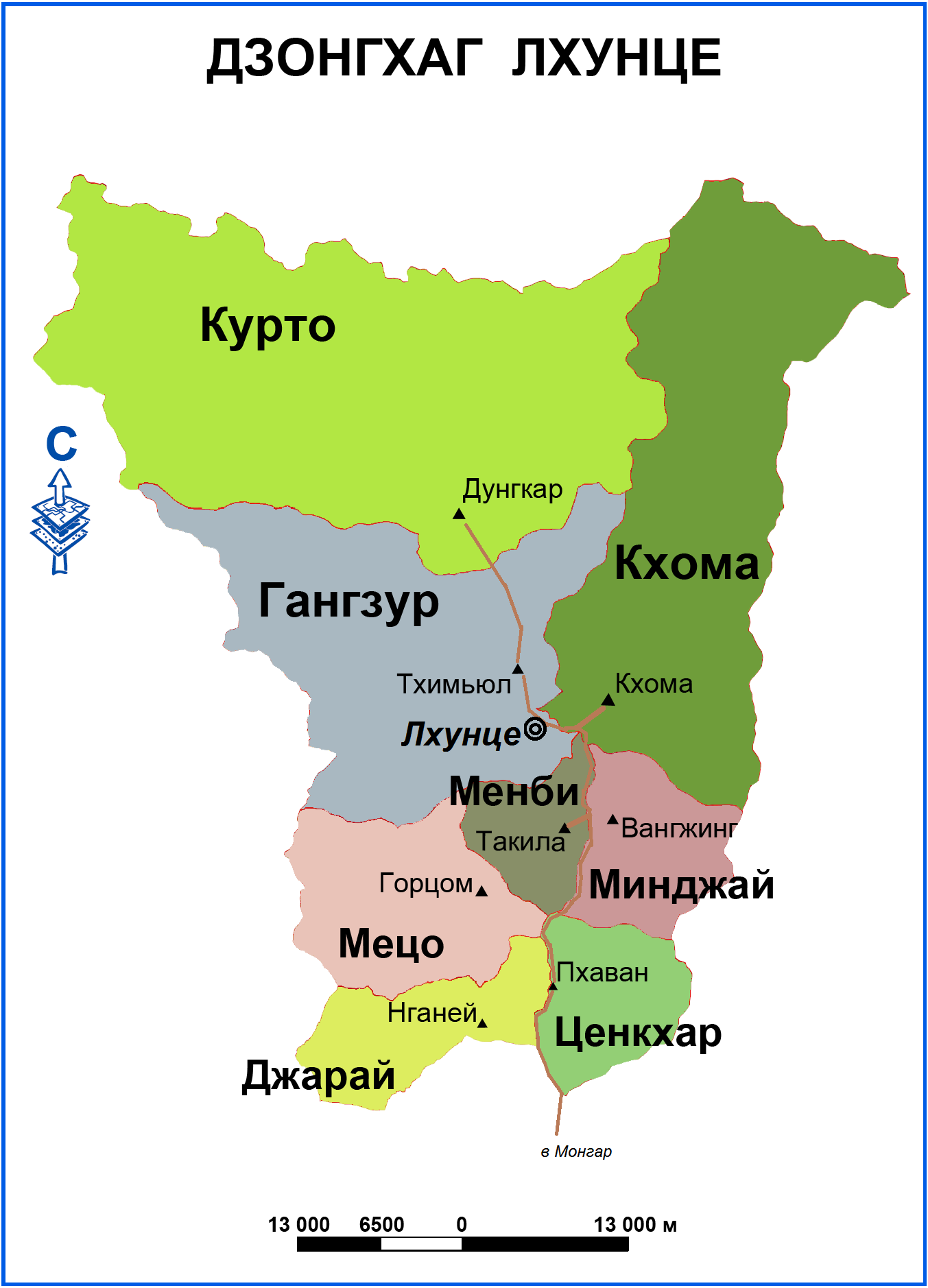
Гевоги дзонгхага Лхунце

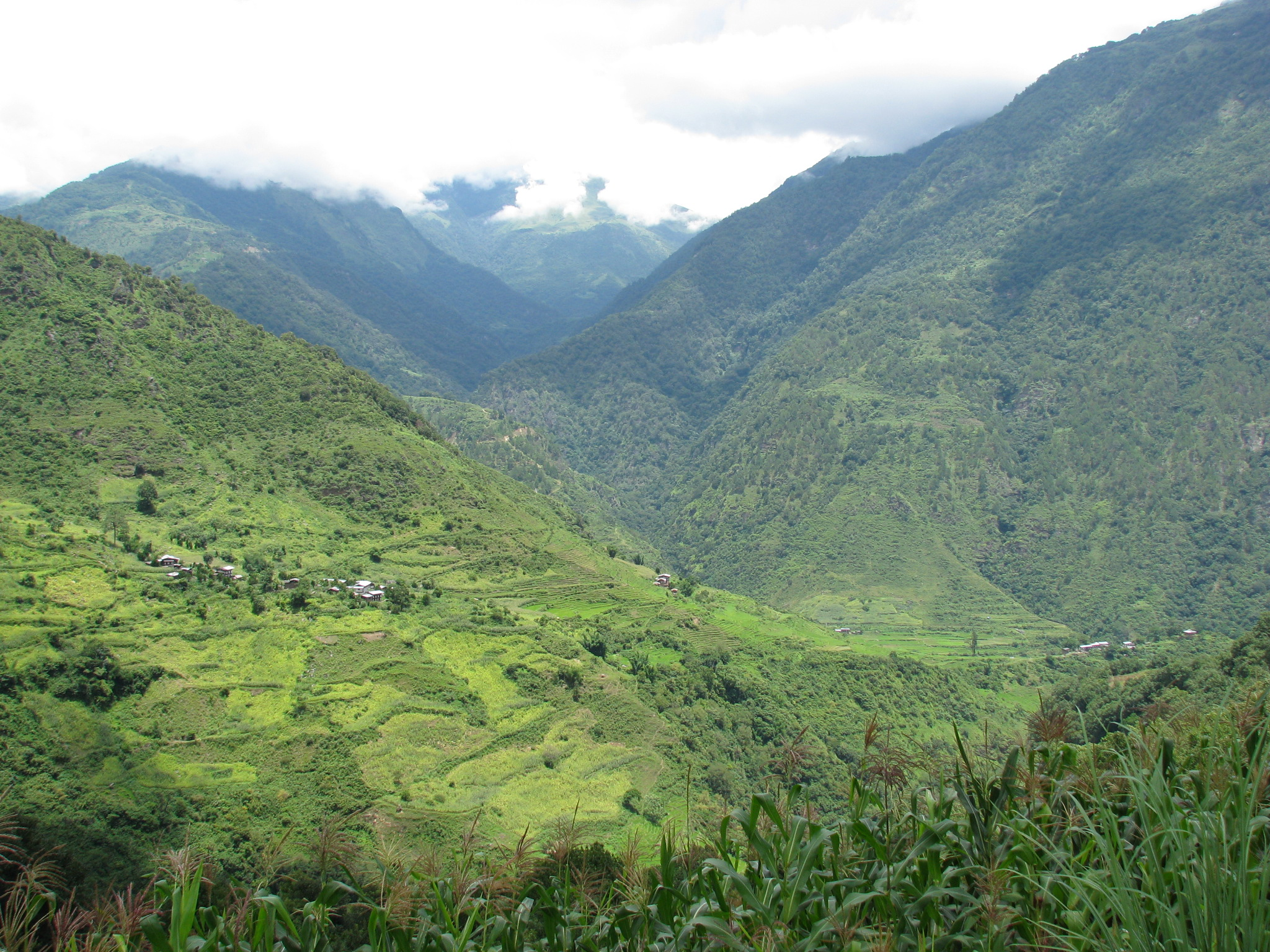
Вид со стороны деревни Нимшонг

В состав дзонгхага входят 8 гевогов:
- Гангзур
- Джарай
- Курто
- Кхома
- Менби
- Мецо[пол.]
- Минджай
- Ценкхар

## Экономика
Расположенный на северо-востоке, дзонгхаг является одним из наименее развитых районов Бутана. В Лхунце есть несколько дорог, первая АЗС открылась только в сентябре 2005 года. Несмотря на благоприятный климат, сельское хозяйство затруднено из-за недостатка инфраструктуры.
В правительстве рассматривается проект строительства дороги на Бумтанг (Ура (гевог), Шингкхар-лакханг) через перевалы от гевога Менби, это значительно приблизит Лхунце к другим частям Бутана. Хотя экологи противятся проекту, правительство все равно намерено его осуществить.

## Достопримечательности
- Лхунце-дзонг
- Сингье-дзонг